# S-520

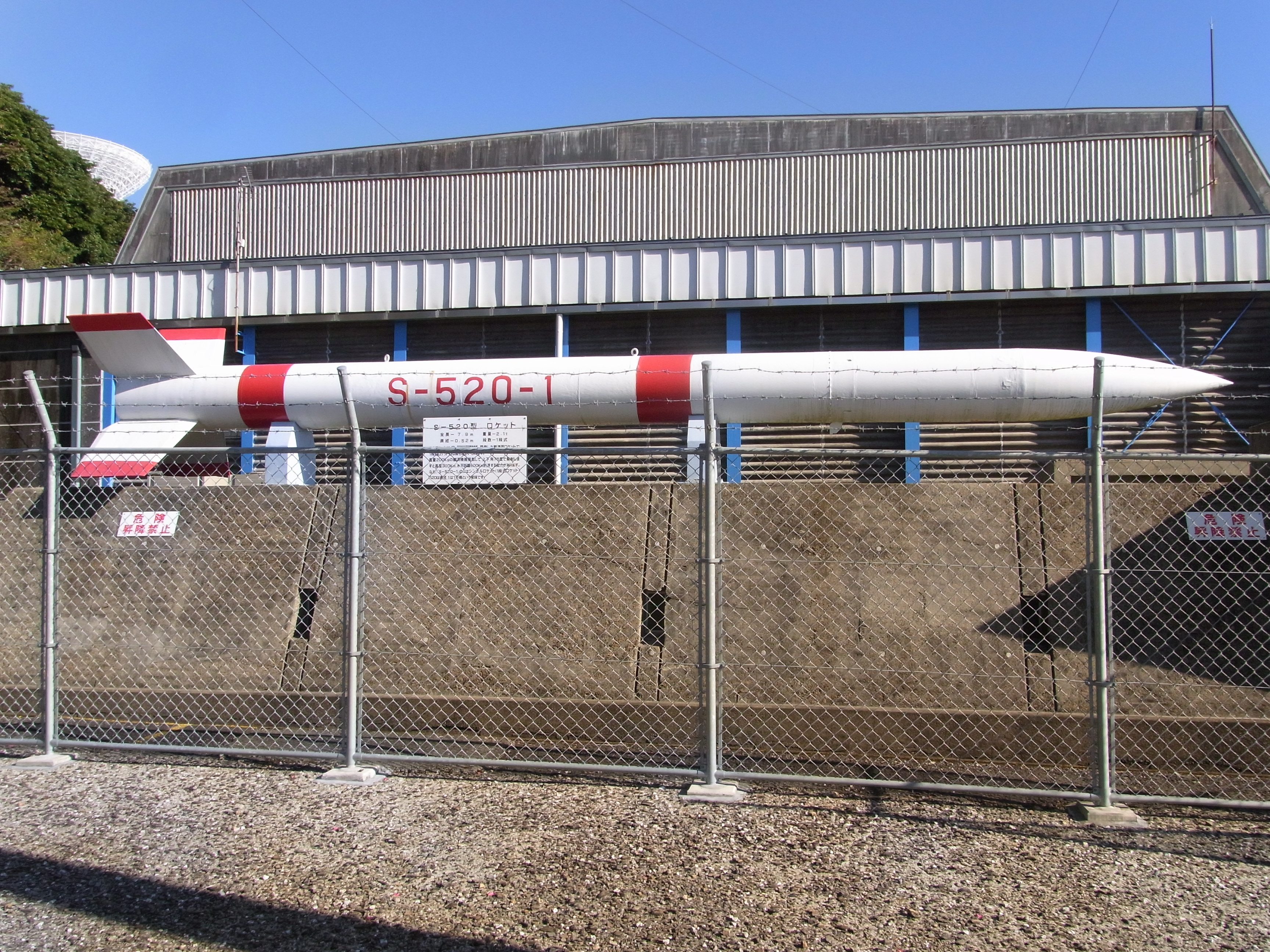
Maquette à l'échelle 1 d'une fusée-sonde S-520.

S-520 est une fusée-sonde japonaise de grande taille utilisée pour lancer des expériences scientifiques dans la très haute atmosphère. Elle peut effectuer un vol suborbital culminant à 300 km avec une charge utile de 100 kg. Son premier vol a eu lieu en 1980. Ce modèle de fusée-sonde est toujours en activité en 2016 et 32 exemplaires ont été lancés à cette date.

## Contexte
La branche scientifique ISAS de l'agence spatiale japonaise JAXA développe depuis les années 1960 des fusées-sondes qui sont lancées dans le cadre de campagnes annuelles pour faire voler sur des trajectoires suborbitales des expériences scientifiques. La S-520 fait partie des fusées-sondes en activité qui comprennent également les S-310 et  SS-520. Ces fusées-sondes sont fabriquées par la société IHI Aerospace spécialiste japonais de la propulsion à propergol solide dont elle développe des applications à des fins spatiales et militaires.

## Historique et performances

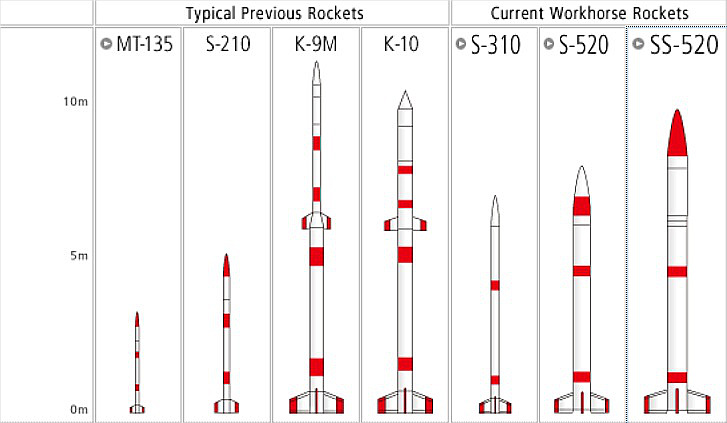
Les différents modèles de fusées-sondes développées par le Japon en activité ou retirées.

La fusée-sonde S-520 (référence à son diamètre de 52 cm) est un modèle de puissance intermédiaire parmi les fusées-sondes japonaises en activité. Elle permet de lancer sur une trajectoire suborbitale culminant à 300 km une charge utile de 100 kg. La S-520 est développée dans les années 1970 pour remplacer les fusées-sondes K-9M et K-10 dont elle double la charge utile. La nouvelle fusée-sonde est mono-étage ce qui simplifie sa mise en œuvre et réduit par conséquent son cout. Les ingénieurs japonais se sont appuyés sur les développements de la S-310 pour concevoir le système de contrôle d'attitude et optimiser la poussée. La structure est allégée par rapport à la génération précédente. L'ISAS a développé un modèle à deux étages, baptisé SS-520, qui utilise comme premier étage la S-520 et qui a effectué son premier vol en 1998. Le premier vol a eu lieu en 1980. Fin 2016 32 exemplaires ont été lancés depuis la base de lancement japonaise d'Uchinoura utilisée par l'ISAS et depuis la base de lancement d'Andøya en Norvège.
|                | S-310  | S-520     | SS-520  |
| -------------- | ------ | --------- | ------- |
| Longueur       | 7,1 m  | 8 m       | 9,65 m? |
| Diamètre       | 0,31 m | 0,52 m    | 0,52 m  |
| Masse          | 0,7 t. | 2,1 t.    | 2,6 t.  |
| Etages         | 1      | 1         | 2       |
| Altitude       | 150 km | 300 km    | 800 km  |
| Charge utile   | 50 kg  | 95/150 kg | 140 kg  |
| Vol inaugural  | 1975   | 1980      | 1998    |
| Nombre de tirs | 55     | 32        | 2       |

## Caractéristiques techniques
La fusée-sonde  S-520 comporte un seul étage à propergol solide. Sa masse est de 2,1 tonnes. La poussée est de 143 kN et la durée de la combustion est de 29 secondes. Le corps de la fusée est réalisé en acier HT-140. La tuyère a un rapport de section de 8. La fusée est stabilisée par rotation. La chambre de combustion du bloc de propergol solide utilise du PBHT et est façonné de manière à maximiser la poussée au lancement puis à la stabiliser à une valeur plus faible durant la seconde partie du vol. La fusée-sonde dispose de plans stabilisateurs en nid d'abeilles d'aluminium avec un renfort en titane sur la partie avant. La pointe avant dans laquelle se trouve la charge utile peut comprendre un système de stabilisation fonctionnant avec de l'hydrazine. La fusée-sonde est tirée depuis une rampe de lancement orientable.